# Nyakim Gatwech

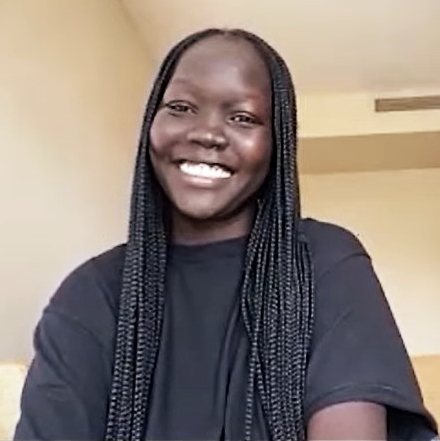
Nyakim Gatwech (2020)

Nyakim Gatwech (geboren am 27. Januar 1993 in Gambela, Äthiopien) ist ein südsudanesisches Model, unter anderem engagiert für Calvin Klein und L’Oréal. Sie zeichnet sich durch ihre extrem dunkle Hautfarbe aus.

## Werdegang
Gatwechs Eltern lebten in Maiwut im Südsudan, bevor sie vor dem südsudanesischen Bürgerkrieg nach Gambela in Äthiopien flohen, wo Nyakim geboren wurde. Von dort wanderten sie nach Kenia aus, wo sie in Flüchtlingslagern lebten, und schließlich wanderte sie mit ihrer Familie in die USA aus, als sie 14 Jahre alt war. Ursprünglich ließ sie sich in Buffalo, New York, nieder und zog später nach Minneapolis, Minnesota. Obwohl sie weder im Südsudan geboren wurde noch dort gewesen ist, betrachtet sie sich immer noch als Südsudanesin. Nachdem sie an einer Modenschau an der St. Cloud State University teilgenommen hatte, zog sie eine Karriere als Model in Erwägung. Unter anderem war sie auf Werbeplakaten für den Film Jigsaw 2017 zu sehen.
Gatwech ist heute für ihre natürlich dunkle Hautfarbe bekannt und trägt den Spitznamen Queen of Darkness („Königin der Dunkelheit“).

## Soziale Medien
Gatwech sah sich in den Social Media mit Selbstwertproblemen und Kommentaren von Menschen konfrontiert, die sich für das Bleichen zur Aufhellung der Hautfarbe einsetzen.
Gatwech hat über 988.000 Abonnenten bei ihrem Profil auf Instagram.